# Memphis (Alabama)
Memphis es un pueblo ubicado en el condado de Pickens en el estado estadounidense de Alabama. En el censo de 2000, su población era de 33.

## Demografía
En el 2000 la renta per cápita promedia del hogar era de $ 13.750$, y el ingreso promedio para una familia era de 20.833$. El ingreso per cápita para la localidad era de 4.444$. Los hombres tenían un ingreso per cápita de 26.250$ contra 0$ para las mujeres.

## Geografía
Memphis está situado en 33°8′1″N 88°17′49″O / 33.13361, -88.29694 (33.133678, -88.297023)
Según la Oficina del Censo de los EE. UU., la ciudad tiene un área total de 0.39 millas cuadradas (1.01 km²).